# Magalloway Plantation
Magalloway Plantation es una subdivisión territorial del condado de Oxford, Maine, Estados Unidos. Tiene una población estimada, a mediados de 2022, de 48 habitantes.
Tiene un código de clase X1, que indica que ha sido disuelta como entidad gubernamental. Sin embargo, se mantiene plenamente vigente como subdivisión territorial (minor civil division, MCD).

## Geografía
La subdivisión está ubicada en las coordenadas 44°49′25″N 70°58′44″O / 44.82361, -70.97889. Según la Oficina del Censo de los Estados Unidos, tiene una superficie total de 140.1 km², de la cual 124.7 km² corresponden a tierra firme y 15.4 km² están cubiertos de agua.

## Demografía
Según el censo de 2020, en ese momento había 45 personas residiendo en la zona. La densidad de población era de 0.36 hab./km². El 97.78% de los habitantes eran blancos y el 2.22% eran de una mezcla de razas. No había hispanos o latinos residiendo en la región.